# Lista över ledamöter av Sveriges riksdags första kammare 1917
Ledamöter av Sveriges riksdags första kammare 1917
Yrkestiteln anger ledamöternas huvudsakliga sysselsättning. Riksdagsarbetet var vid den här tiden inget heltidsjobb. I de fall ledamoten saknar egen sida har känt födelseår skrivits ut.

## Stockholms stad
- H. Exc. Knut Agathon Wallenberg, utrikesminister, h
- Ernst Trygger, f.d. justitieråd, h, f. 1857
- Ernst Klefbeck, komminister, s, f. 1866
- Johan Östberg, kammarrättsråd, h, f. 1855
- Herman Lamm, grosshandlare, l, f. 1853
- Karl Langenskiöld, f.d. bankdirektör, h
- Charles Lindley, transportarbetareförbundets förtroendeman, s
- Johan Fredrik Nyström, lektor, h
- Hjalmar von Sydow, vice häradshövding, h
- Fredrik Ström, partisekreterare, s, f. 1880

## Stockholms län
- Gustaf Lagerbjelke, greve, sekreterare, h, f. 1860
- Fredrik Fant, direktör, h
- Emil Alexander Vasseur, godsägare, h, f. 1859
- Ernst Julius Söderberg, kassör, s, f. 1871
- Jacob Larsson, vice häradshövding, l
- Theodor Borell, revisionssekreterare, h, f. 1869

## Uppsala län
- Otto Strömberg, bruksdisponent, h, f. 1856
- Nils Alexanderson, professor, l, f. 1875
- Johan von Bahr, akademisekreterare, h, f. 1860
- Johan Carl Wilhelm Tyrén, professor, moderat vilde, f. 1861

## Södermanlands län
- Ernst Lindblad, domänintendent, h, f. 1857
- Anders Christenson Lindblad, redaktör, s, f. 1866
- Oskar Eklund, direktör, l, f. 1861
- Gustaf Österberg, boktryckare, l, f. 1864
- en vakant plats

## Östergötlands län
- Philip Klingspor, greve, hovmarskalk, h
- Johan Gabriel Beck-Friis, friherre, kammarherre, ryttmästare , h, f. 1862
- Gunnar Ekelund, bruksägare, h, f. 1850
- Herman Fleming, friherre, major, h, f. 1859
- Fredrik Berglund, lokomotivmästare, l, f. 1858
- Bror Kjellgren, bruksägare, h, f. 1865
- Johan Alfred Hedenström, fabriksidkare, l

## Norrköpings stad
- Carl Johan Gustaf Swartz, fabriksidkare, h

## Jönköpings län
- Carl von Mentzer, kronofogde, h, f. 1857
- Per Alfred Petersson, lantbrukare, l, f. 1860
- Jacob Spens, greve, h, f. 1861
- Karl Johan Alfred Gustafsson, lantbrukare, h, f. 1862
- Malkolm Pettersson, lantbrukare, l, f. 1862
- Karl Ekman, hovrättsråd, h, f. 1863

## Kronobergs län
- Aaby Ericsson, major, h, f. 1859
- Alexis Hammarström, landshövding, h
- August Ljunggren, direktör, l, f. 1874
- Axel Rooth, häradsskrivare, h, f. 1858
- Adolf Roos, lantbruksingenjör, h, f. 1858

## Kalmar län, norra delen
- Hugo Hammarskjöld, godsägare, h
- Conrad Cedercrantz, landshövding, h, f. 1854
- Charodotes Meurling, kontraktsprost, h, f. 1847

## Kalmar län, södra delen
- Klas Malmborg, godsägare, h, f. 1865
- Rudolf Kjellén, professor, h, f. 1864
- Carl Boberg, redaktör, h, f. 1859
- Valerius Olsson, regementspastor, h, f. 1862

## Gotlands län
- Per Forssman, disponent, h, f. 1861

## Blekinge län
- Axel Hansson Wachtmeister, greve, landshövding, h, f. 1855
- John Ingmansson, godsägare, l, f. 1845
- Hans Ericson, kommendörkapten, h, f. 1868
- Ernst Flensburg, borgmästare i Ronneby, h, f. 1851

## Kristianstads län
- Johan Nilsson i Skottlandshus, lantbrukare, h
- Gustaf Eliasson, grosshandlare, l, f. 1867
- Adolf Dahl, rådman, h, f. 1868
- Johannes Åkesson i Raskarum, lantbrukare, l, f. 1872
- Nils Åkesson i Rebbelberga, lantbrukare, h, f. 1864
- Otto Ferdinand von Zweigbergk, redaktör, l, f. 1863

## Malmöhus län
- Henrik Cavalli, juris doktor, h, f. 1852
- Paul Paulson, godsägare, h, f. 1851
- Knut von Geijer, borgmästare i Trelleborg, h
- Carl Fredrik Beckman, godsägare, h
- Bonde Bondeson, civilingenjör, h, f. 1870
- Fredrik Neess, f.d. vice konsul, h, f. 1857
- Sam Stadener, kyrkoherde, l
- Olof Bruce, undervisningsråd, l, f. 1867
- Helge Bäckström, professor, s, f. 1865
- Olof Olsson, läroverksadjunkt, s, f. 1872

## Malmö stad
- Anders Antonsson, måleriidkare, h, f. 1856
- Nils Persson i Malmö, murare, s, f. 1865

## Hallands län
- Ludvig Danström, f. d. redaktör, h, f. 1853
- Carl Birger Jönsson i Röinge, lantbrukare, h, f. 1857
- Johan Severin Almer, stadsläkare, l
- Richard Hermelin, godsägare, friherre, h, f. 1862

## Göteborgs och Bohus län
- Melcher Lyckholm, bryggare, h, f. 1856
- Eric Hallin, kammarherre, h, f. 1870
- Sixten Neiglick, borgmästare i Uddevalla, l, f. 1862
- Herman Wrangel, generallöjtnant, h, f. 1859
- Ludvig Widell, överdirektör, h, f. 1870
- Edvard Alkman, redaktör, l, f. 1867

## Göteborgs stad
- Erik Trana, justitieborgmästare i Göteborg, h, f. 1847
- Herman Kunze, handlande, h, f. 1863
- Karl Gustaf Karlsson, handlande, l, f. 1856
- Otto Mannheimer, häradshövding, l

## Älvsborgs län
- Lars Axel Hedenlund, bankdirektör, h, f. 1859
- Otto Silfverschiöld, friherre, godsägare, h, f. 1871
- Johan Ekman, f.d. konsul, l, f. 1854
- Oscar Nylander, ingenjör, h, f. 853
- Olaus Pettersson i Småkulla, lantbrukare, l, f. 1859
- Carl Magnusson på Löfås, godsägare, h, f. 1866
- Carl Birger Alfred Eklundh, regementsläkare, h, f. 1862
- Lorentz Thorwald Köhlin, maskiningenjör, h, f. 1854

## Skaraborgs län
- Clemens Gustaf Barthelson, överjägmästare, h, f. 1854
- August Bellinder, lektor, h, f. 1845
- Wilhelm Gullberg, predikant, l, f. 1868
- Nils Fredrik Posse, greve, godsägare, h, f. 1853
- Ernst Hedenstierna, borgmästare, h, f. 1847
- Edward Larson, lantbrukare, l, f. 1867

## Värmlands län
- Mauritz Hellberg, redaktör, l, f. 1859
- Knut Larsson, major, h, f. 1857
- Karl Axel Nilsson, järnhandlare, l, f. 1848
- Johan Carlsson, godsägare, h, f. 1864
- Åke Ingeström, direktör, l, f. 1867
- Gerhard Magnusson, bankdirektör, s, f. 1872
- Edvard Gelin, folkskollärare, l, f. 1853

## Örebro län
- Johan Theodor Gripenstedt, friherre, f.d. ryttmästare, h, f. 1851
- Oscar Olsson, seminarieadjunkt, s, f. 1877
- Elof Ljunggren, redaktör, l, f. 1869
- Ivan Svensson i Skyllberg, bruksägare, h, f. 1858
- Gustaf Tisell, rådman, h, f. 1869
- Gerhard Halfred von Koch, kansliråd, l, f. 1872

## Västmanlands län
- Sam Clason, riksarkivare, h, f. 1867
- Edvard Otto Vilhelm Wavrinsky, försäkringsdirektör, s, f. 1848
- Adam Hult, ombudsman, l, f. 1870
- Alexander Hamilton, greve, godsägare, h, f. 1855

## Kopparbergs län
- Emil Gezelius, vice häradshövding, h, f. 1864
- Alfred Petrén, överinspektör, s, f. 1867
- Fredrik Holmquist, landshövding, l, f. 1857
- Ollas Anders Ericsson i Ovanmyra, hemmansägare, h, f. 1858
- Erik Dalberg, bankkontrollör, s, f. 1869
- Anders Pers, redaktör, l, f. 1860

## Gävleborgs län
- Theodor Odelberg, f.d. landshövding, h, f. 1847
- Anders Göransson, hemmansägare, h, f. 1845
- Lars Olsson i Hov, hemmansägare, l, f. 1869
- Carl Gustaf Ekman, redaktör, l, f. 1872
- Carl Gustaf Wickman, partikassör, s, f. 1856
- Jonas Otto Ödlund, bageriföreståndare, s, f. 1874

## Gävle stad
- Hugo Erik Gustaf Hamilton, greve, landshövding, h, f. 1849

## Västernorrlands län
- Hugo Fahlén, auditör, h, f. 1865
- Svante Herman Kvarnzelius, förlikningsman, l, f. 1864
- Gustaf Oscar Knaust, grosshandlare, h, f. 1852
- Alfred Stärner, redaktör, l, f. 1864
- Johan Sandler, folkhögskolföreståndare, l, f. 1858
- Harald Hjärne, f.d. professor, h
- Johan Permansson, lantbrukare, h, f. 1851

## Jämtlands län
- Gottfrid Roman, häradsskrivare, l, f. 1863
- John Östling, grosshandlare, l, f. 1859
- U. Holm, lantbrukare, h, f. 1859

## Västerbottens län
- Herman Rogberg, häradshövding, h
- Gustav Rosén, redaktör, l, f. 1876
- Uno Norman, disponent, h, f. 1857
- Emil Lagerkvist, grosshandlare, l, f. 1876

## Norrbottens län
- Olof Bergqvist, biskop, h
- Axel Fagerlin, borgmästare i Luleå, h, f. 1855
- Paul Hellström, sekreterare, l
- Manne Asplund, gruvingenjör, s, f. 1872